# عیاش دیاز
عیاش دیاز (انگلیسی: Ayoze Díaz؛ زادهٔ ۲۵ مهٔ ۱۹۸۲) بازیکن فوتبال اهل اسپانیا است.
از باشگاه‌هایی که در آن بازی کرده‌است می‌توان به باشگاه ورزشی رئال مایورکا، باشگاه ورزشی تنریف، باشگاه فوتبال راسینگ سانتاندر، و باشگاه فوتبال دپورتیوو لاکرونیا اشاره کرد.